# Nematopagurus spinulosensoris
Nematopagurus spinulosensoris är en kräftdjursart som beskrevs av McLaughlin och Brock 1974. Nematopagurus spinulosensoris ingår i släktet Nematopagurus och familjen eremitkräftor. Inga underarter finns listade i Catalogue of Life.